# كونافيسي
كونافيسي هي بحيرة تقع في فنلندا. وتعتبر بحيرة كبيرة نوعا ما حيث تقع في منطقة مستجمعات المياه الرئيسية كيميجوكي. تقع البحيرة في مناطق سافو الشمالية وفنلندا الوسطى. كانت هناك خطة في عام 2014 لإنشاء متنزه وطني جديد في كونافيسي الجنوبية. نوعية المياه في البحيرة ممتازة.

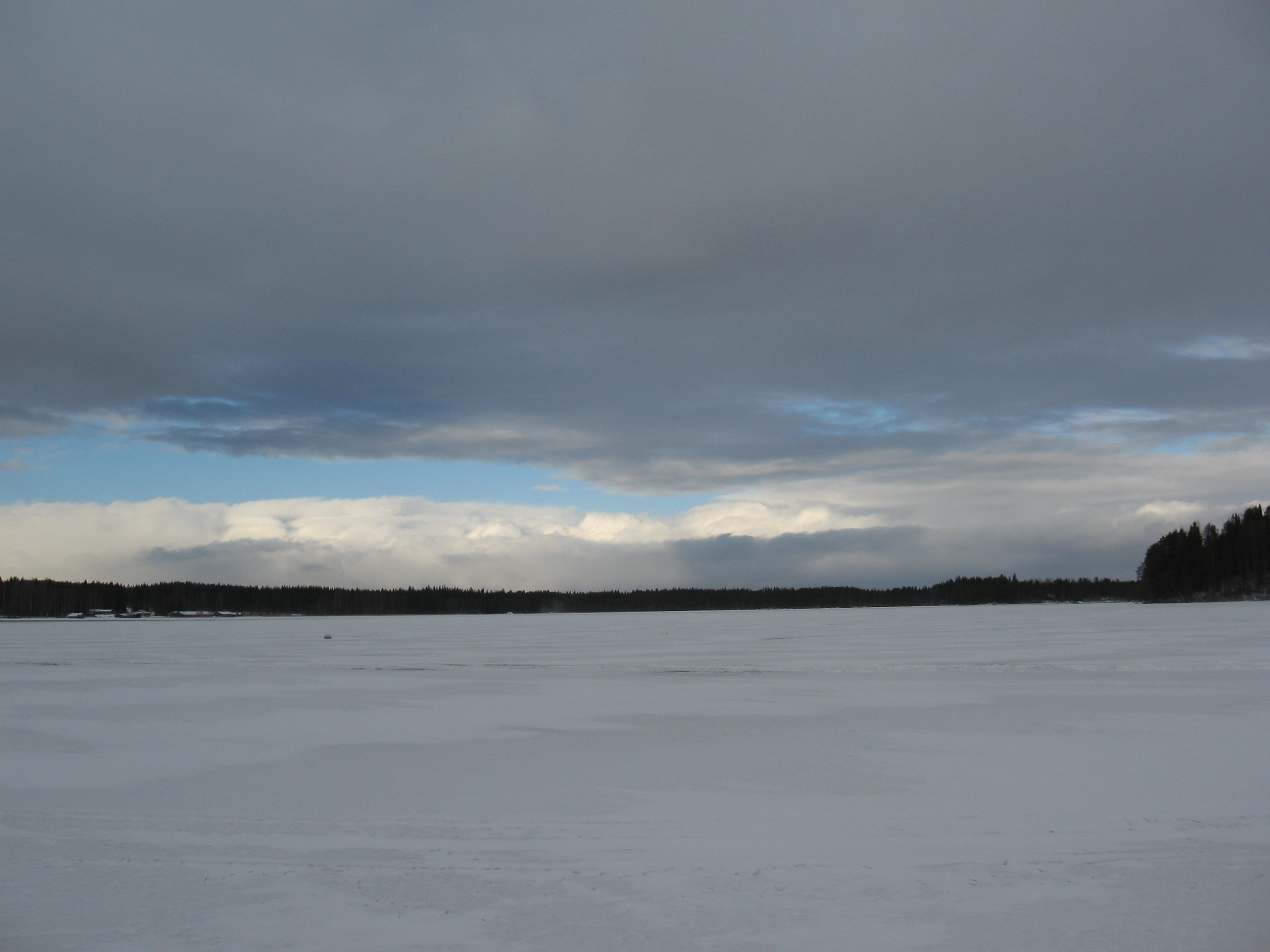
بحيرة كونافيسي)